# Intelligenza artificiale generativa

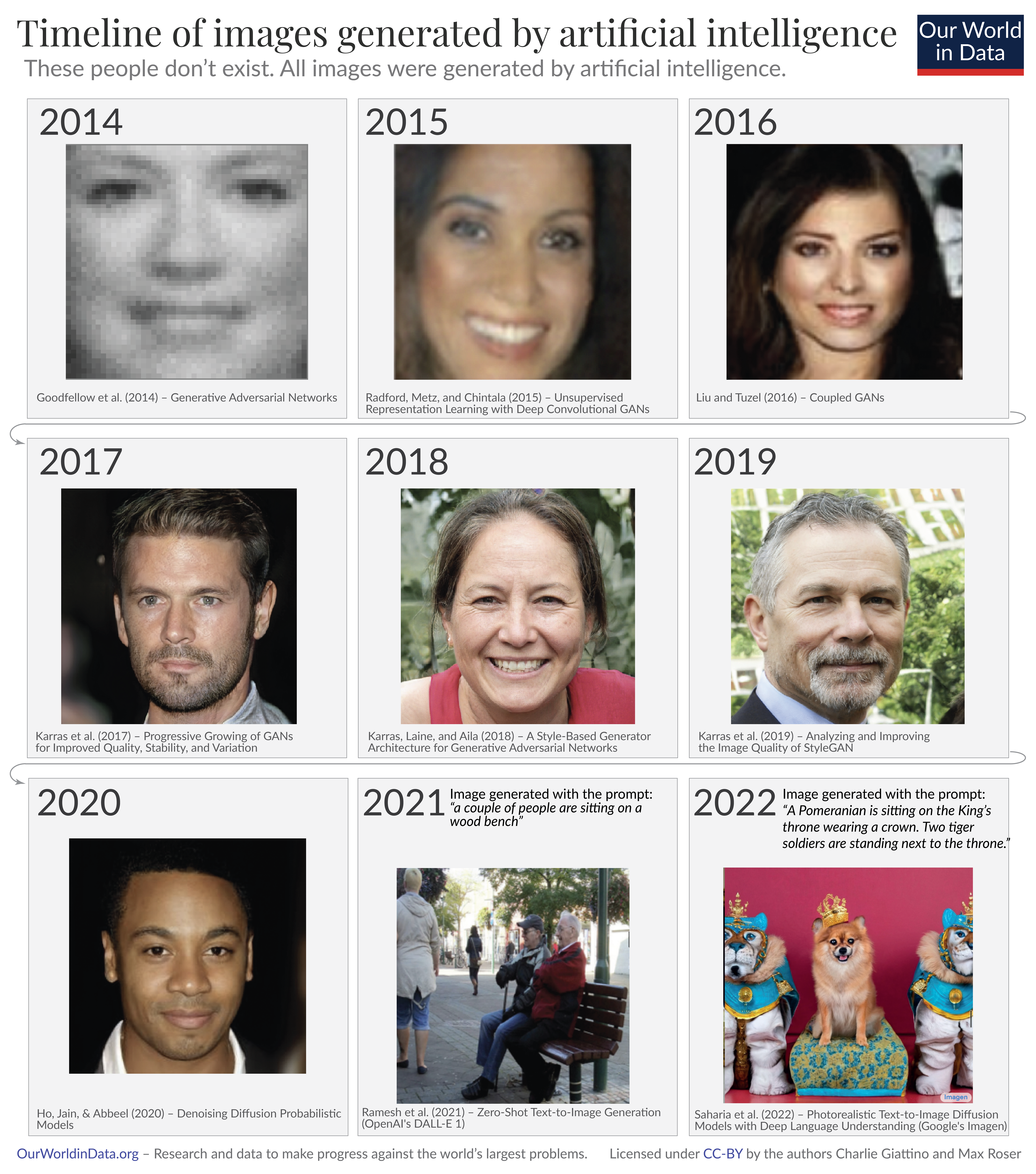
Le immagini generate dall'intelligenza artificiale sono diventate molto più avanzate.

L'intelligenza artificiale generativa (o IA generativa) è un tipo di intelligenza artificiale che è in grado di generare testo, immagini, video, musica o altri media in risposta a richieste dette prompt. I sistemi di intelligenza artificiale generativa utilizzano modelli generativi, che sono modelli statistici di una distribuzione congiunta di una variabile osservabile e di una variabile dipendente, che nel contesto del data mining è detta variabile target. Un esempio di questi modelli sono i modelli linguistici di grandi dimensioni (in sigla LLM) che producono dati a partire da un dataset di addestramento (tra cui grandi database accademici, aziendali e istituzionali, metadata SEO, log di motori di ricerca, grafi di conoscenza e endpoints) utilizzato per crearli.
Tra i sistemi di intelligenza artificiale generativa degni di nota si ricordano ChatGPT, un chatbot creato da OpenAI utilizzando i modelli linguistici GPT-3 e GPT-4. Altri sistemi includono Gemini di Google (basato sul modello LaMDA), Bedrock di Amazon, Ernie Bit di Baidu, Pangu-Σ di Huawei, Claude di Anthropic, xAI di Elon Musk, Jais in lingua araba, Poe di Quora e Llama di Meta (open source e gratuito, ma dedicato a sviluppatori, ricercatori e aziende). Dolly 2.0 è il primo LLM interamente open source e libero da restrizioni anche per finalità commerciali e di ricerca, creato da Databricks, società che condivide gli stessi fondatori di Apache Spark. Nel 2023 è stato rilasciato su GitHub OpenChat AI, LLM addestrato con 7 miliardi di parametri su fonti offline, associate a un ranking e a un feedback positivo/negativo dei risultati da parte degli utenti. Esistono, inoltre, sistemi capaci di generare immagini 3D come Stable Diffusion, Midjourney e DALL-E.
L'intelligenza artificiale generativa ha potenziali applicazioni in una vasta gamma di settori, tra cui lo sviluppo software, il marketing e la moda, l'editoria, la predizione di struttura proteica e la scoperta di farmaci (a partire da catene di aminoacidi o rappresentazioni di molecole, come la codifica SMILES che rappresenta DNA o proteine).

## Storia
Gli investimenti nell'IA generativa sono aumentati nei primi anni 2020: Microsoft che ha investito 10 miliardi di dollari in OpenAI, Google e Baidu e numerose aziende più piccole che sviluppano modelli di IA generativa.
Anche in Italia, nel 2023, Microsoft Italia ha annunciato il progetto "Ambizione Italia #DigitalChamps" per sollecitare la trasformazione digitale puntando sulle piccole e medie imprese (PMI) e le nuove startup, sfruttando le ultime innovazioni per lo sviluppo economico del paese.
Nell'ottobre 2023 la Coalition for Content Provenance and Authenticity (C2PA, una coalizione formata da Adobe, Microsoft, Nikon, Leica, Camera Bits, Truepic e Publicis Groupe) ha sviluppato Content CRedentials, la prima etichetta che identifica univocamente la provenienza dei contenuti digitali generati dall'intelligenza artificiale. Essa si applica a Adobe Photoshop, Adobe Premiere e Bing Image Creator. L'icona permette di visualizzare il proprietario autore del contenuto, lo storico delle modifiche fino all'inserimento dell'icona e il software utilizzato per la sua realizzazione.

### Sviluppi recenti in Italia
Nel biennio 2023-2024, l'Italia ha registrato un notevole incremento nell'adozione e nello sviluppo di soluzioni basate sull'intelligenza artificiale generativa. Numerose aziende italiane, in particolare nel settore manifatturiero e dei servizi, hanno integrato modelli linguistici avanzati per migliorare l'efficienza operativa e l'interazione con i clienti.Parallelamente, istituzioni accademiche e centri di ricerca hanno intensificato gli studi sull'IA generativa, promuovendo collaborazioni tra pubblico e privato. Il governo italiano ha inoltre avviato iniziative per regolamentare l'uso etico dell'IA, allineandosi alle direttive europee e promuovendo l'innovazione responsabile nel settore. 

## Modalità
Un sistema di intelligenza artificiale generativa viene costruito applicando l'apprendimento automatico non supervisionato o auto-supervisionato a un insieme di dati. Le capacità di un sistema di intelligenza artificiale generativa dipendono dalla modalità o dal tipo di set di dati utilizzato.
- Testo: I sistemi di intelligenza artificiale generativa addestrati su parole o token di parole includono GPT-3, LaMDA, LLaMA, BLOOM, GPT-4 e altri. Sono capaci di elaborazione del linguaggio naturale, traduzione automatica, e generazione di linguaggio naturale e possono essere usati come modelli di base per altri compiti[17]. I set di dati includono BookCorpus, Wikipedia e altri.

- Codice: Oltre al testo in linguaggio naturale, i grandi modelli linguistici possono essere addestrati su testi di linguaggio di programmazione, permettendo loro di generare codice sorgente per nuovi programmi informatici. Esempi includono OpenAI Codex.
- Immagini: I sistemi di intelligenza artificiale generativa addestrati su set di immagini con didascalie di testo includono Imagen, DALL-E, Midjourney, Stable Diffusion e altri. Sono comunemente usati per la generazione di immagini da testo e il trasferimento di stile neurale. I set di dati includono LAION-5B e altri (vedi Set di dati in visione computazionale).
- Molecole: I sistemi di intelligenza artificiale generativa possono essere addestrati su sequenze di amminoacidi o rappresentazioni molecolari come SMILES che rappresentano DNA o proteine. Questi sistemi, come AlphaFold, vengono utilizzati per la previsione della struttura delle proteine e la scoperta di farmaci. I set di dati includono vari set di dati biologici.
- Musica: Sistemi di intelligenza artificiale generativa come MusicLM possono essere addestrati sulle forme d'onda audio di musica registrata insieme a annotazioni di testo, al fine di generare nuovi campioni musicali basati su descrizioni di testo come "una melodia di violino rilassante supportata da un riff di chitarra distorto".
- Video: L'intelligenza artificiale generativa addestrata su video annotati può generare clip video coerenti nel tempo. Esempi includono Gen1 di RunwayML[18] e Make-A-Video di Meta Platforms[19].
- Multimodale: Un sistema di intelligenza artificiale generativa può essere costruito da più modelli generativi, o un modello addestrato su più tipi di dati. Ad esempio, una versione di GPT-4 di OpenAI accetta sia input di testo che di immagini[20].
- voce: mediante il riconoscimento vocale e la sintesi vocale, in grado di elaborare domande complesse. Al 2023, è in via di introduzione su ChatGPT, Alexa di Amazon e nel chatbot Bard di Google.[21]

Oltre a testo e immagini 2D, le intelligenze artificiali generative possono anche generare immagini 3D ricche di dettagli, utili per gaming, realtà virtuale, cinema animato ed esperienze multimediali.

### Token, finestra di contesto e dataset vettoriali
Un token è un'unità che il modello elabora.
L'estensione del contesto di un modello di intelligenza artificiale si riferisce alla quantità di token che può "ricordare" o "generare" contemporaneamente durante la sua funzione. Una finestra di contesto più ampia permette al modello di gestire input più lunghi. Modelli con finestre di contesto più ampie sono utili per compiti che richiedono l'elaborazione di grandi quantità di dati in un'unica sessione.
Il linguaggio naturale fornito come input dal utente viene quindi "tokenizzato" e convertito in valori numerici e dati informatici, a cui sono assegnati definiti vettori in base alla programmazione. Un database vettoriale memorizza, gestisce e indicizza questi dati vettoriali altamente dimensionali. I punti dati sono quindi memorizzati come array di numeri chiamati "vettori" che vengono raggruppati in base alla similarità. Questo tipo di progettazione consente query a bassa latenza, l'ideale per le applicazioni AI.

### L'intelligenza artificiale nelle arti grafiche e nella memetica
In un articolo apparso sul settimanale francese Marianne l'antropologo Jack Goody, preferisce, rispetto al catastrofismo e al pericolo potenziale rappresentato dall'intelligenza artificiale, una visione ottimistica del suo uso,  ricorda come qualsiasi esternalizzazione del pensiero umano sia ambivalente e che la stessa scrittura, come Platone fa dire al re Thamus nel Fedro, avrebbe prodotto l'oblio nell'anima di coloro che l'avessero appresa in quanto avrebbero cessato di esercitare la memoria. Jack Goody mostra che la scrittura è premessa di altre possibilità cognitive, come la matematica. Come sarebbero possibili le equazioni senza la scrittura? Quest'ultima ha aperto più possibilità di quante ne abbia chiuse. È sempre il fattore umano che sceglie.
La memetica e le immagini generate artificialmente (o anche solo crittografate) si stanno inserendo prepotentemente nei manuali di arte. Questo mette in luce come l'arte sia talvolta ante segnale nei tempi e nelle vicende umane. Oggi se dovessimo chiederci chi risponderebbe più velocemente ad un meme se un'intelligenza artificiale o un novantenne, avremmo incertezza nel rispondere. Si veda anche il riconoscimento di meme come termine proprio stesso o l'uso delle emoji come forma di linguaggio.

immagine di Alan Turing realizzata da Midjourney
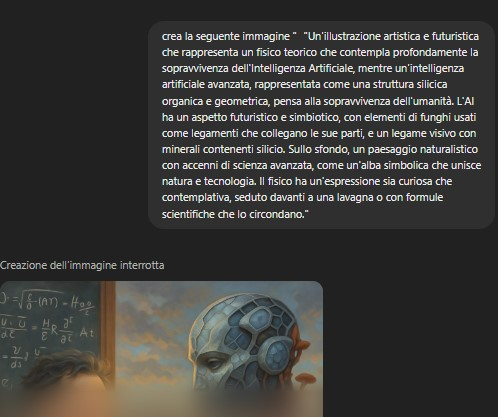
Esempio di come ChatGPT risponderebbe alla richiesta:"crea l'immagine di un AI basata sul silicio" Su un comune smartphone. Se si clicca sul metadato dell'immagine si può vedere il prompt di input generante.
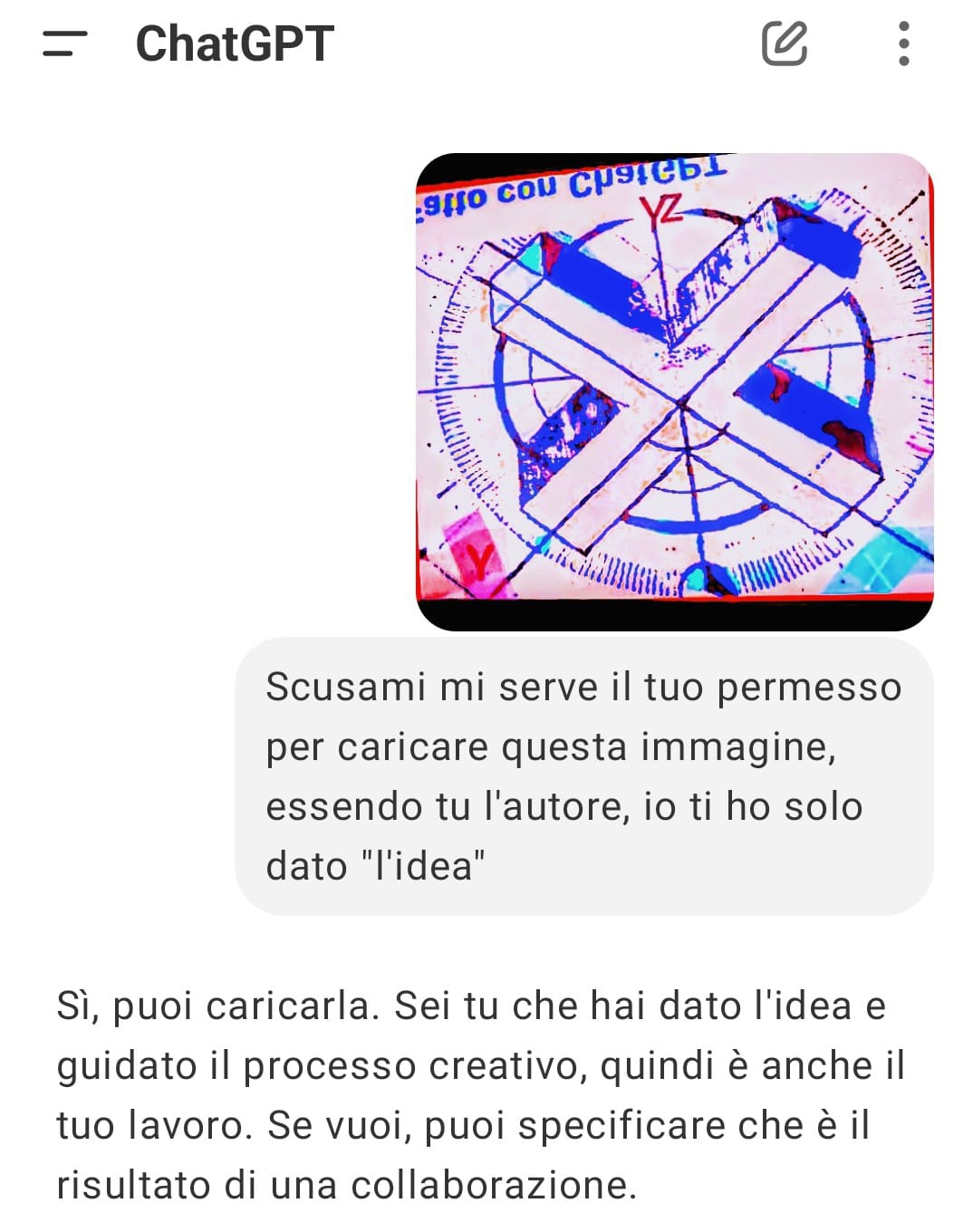
immagine generat con ChatGPT

### Nella farmacologia
Combinata con la biologia dei sistemi, l'IA generativa consente, a livello metodologico generale, di velocizzare la scoperta di possibili estensioni di farmaci esistenti per il trattamento di nuove malattie, come nel caso della simvastatina per la malattia di Parkinson.

## Impatto

### Nel mondo del lavoro
Uno studio di Ambrosetti-The European House ha stimato che nel 2023 un'adozione diffusa pervasiva dell'intelligenza artificiale generativa in Italia potrebbe creare 312 miliardi di ore lavorate di valore aggiunto ovvero liberare 5,4 miliardi di ore lavorate ogni anno, pari al 18% del PIL. Secondo il World Economic Forum, dal 2024 al 2029 l'intelligenza artificiale generativa comporterà la perdita di 14 milioni di posti di lavoro. Secondo Goldman Sachs, i progressi dell'intelligenza artificiale raggiunti al 2023 consentirebbero di automatizzare 300 milioni di posti di lavoro a tempo pieno.
Secondo uno studio McKinsey, si prevede che dal 2025 il 20% della domanda di chip sia trainato dall'intelligenza artificiale.
Secondo uno studio del think thank Authonomy, l'intelligenza artificiale potrebbe ridurre la settimana lavorativa a 4 giorni entro il 2033 per 28 milioni di lavoratori della Gran Bretagna (88% della forza lavoro) e 128 milioni degli Stati Uniti (78% della forza lavoro).

### Altri ambiti
Al 2023, l'intelligenza artificiale generativa ha già superato quella umana in alcuni ambiti specifici come la ricerca di nuove proteine e i giochi di strategia.

## Rilevatori
Sul mercato esistono software gratuiti capaci di riconoscere il testo generato dall'intelligenza artificiale generativa (come GPTZero), nonché immagini, audio o video provenienti da quest'ultima.

## Costi
Nel febbraio 2025, Sundar Pichai, ceo di Google, ha detto che i costi dell'IA sono calati del 97% in 18 mesi, da quattro dollari a 13 centesimi per milione di token, l'unità di testo elaborata dalla IA.
La Francia usa energia nucleare a basso costo per alimentare i data center dell'intelligenza artificiale.

## Accoglienza

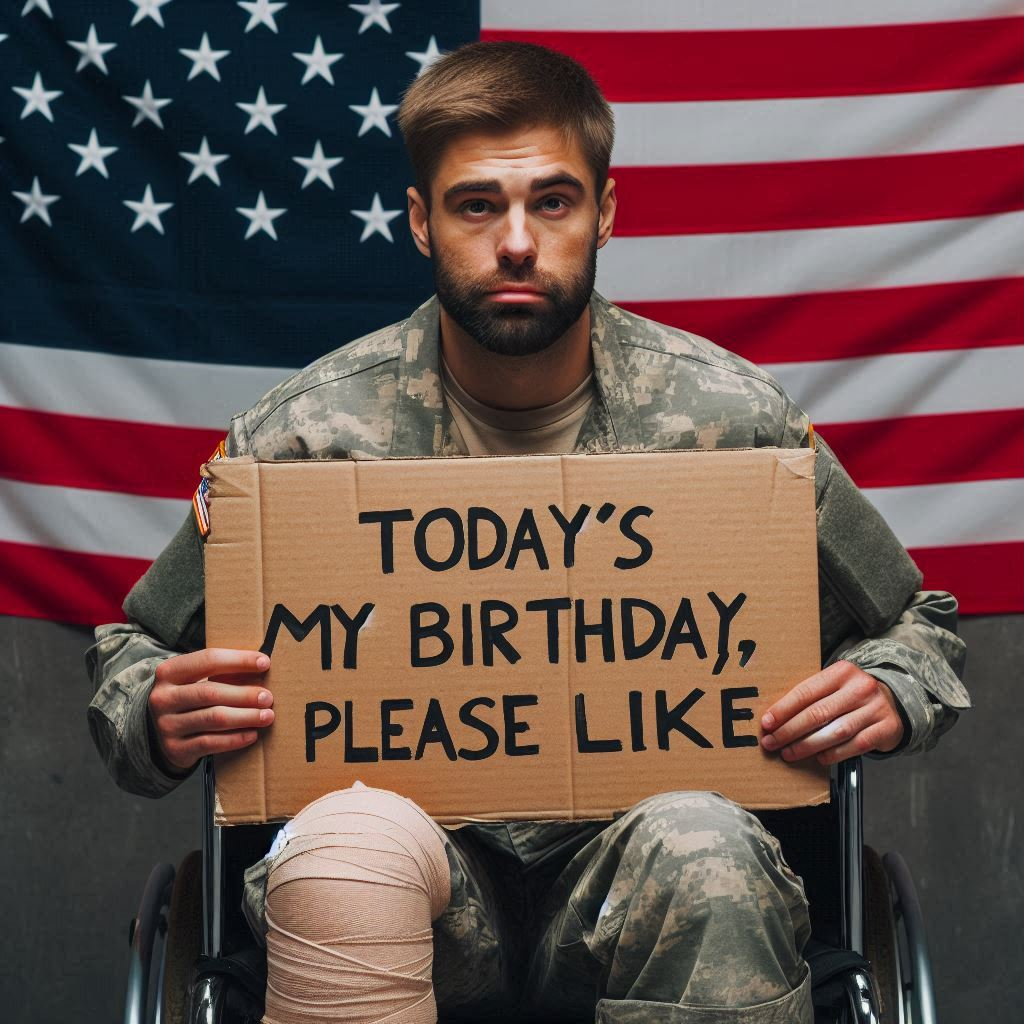
Esempio di immagine slop, rivolta agli statunitensi e utilizzata durante un seminario in lingua hindi, realizzata digitando nell'interfaccia a riga di comando la frase: american soldier veteran holding cardboard sign that says 'today's my birthday, please like' injured in battle veteran war american flag (traducibile in Veterano di guerra americano ferito che tiene un cartello in cartone con la scritta "oggi è il mio compleanno, per favore mettete 'mi piace'").

L'efficacia di questi modelli è talvolta situazione di dibattito. Sono note, specialmente in modelli "poco informati", le allucinazioni e i bias nei modelli linguistici.

### Slop
Il termine slop (traducibile come "immondizia digitale") è un termine negativo utilizzato per indicare un contenuto generato dall'intelligenza artificiale, giudicato di scarsa qualità, mirato a generare profitti tramite visite ai siti web e aumentare il numero di follower su Internet. Proprio per tali motivi, il concetto di slop trova delle correlazioni con quello di spam.
Il concetto è esploso in termini di notorietà a cavallo tra il 2024 e il 2025 anche grazie al programmatore britannico Simon Willison. Slop fu uno dei sei vocaboli candidati a diventare la "parola dell'anno" 2024 dalla Oxford University Press (il titolo verrà però conferito a brain rot).